# زیردریایی یو-۴۱۷
زیردریایی یو-۴۱۷ (به انگلیسی: German submarine U-417) یک زیردریایی بود که طول آن ۶۷٫۱ متر (۲۲۰ فوت ۲ اینچ) بود. این زیردریایی در سال ۱۹۴۲ ساخته شد.